# ژیمناستیک در المپیک تابستانی ۱۹۶۰
ژیمناستیک در بازی‌های المپیک تابستانی ۱۹۶۰ نام رویداد ورزش ژیمناستیک در بازی‌های المپیک تابستانی بود که در سال ۱۹۶۰ برگزار شد. این مسابقات فقط شامل مسابقات ژیمناستیک هنری بود. این مسابقات شامل ۱۴ بخش بود که ۸ عدد مربوط به مردان و ۶ عدد مربوط زنان بود. تمام مسابقات در رم از ۵ تا ۱۰ سپتامبر برگزار شد. در این مسابقات اتحاد جماهیر شوروی با کسب ۱۰ مدال طلا و ۸ مدال نقره و ۸ مدال برنز برنده شد.

## نتایج

### مردان
| بازی‌ها             | طلا | نقره | برنز |
| انفرادی نمام اسباب | بوریس شاخلین · اتحاد شوروی                                                                               | تاکاشی اونو · ژاپن                                                                                                   | یوری تیتوف · اتحاد شوروی |
| تیمی نمام اسباب    | ژاپن (JPN) · نبویوکی آیهارا · یوکیو اندو · تاکاشی میتسوکوری · تاکاشی اونو · ماسائو تاکموتو · شوجی سورومی | اتحاد شوروی (URS) · آلبرت آزاریان · والری کردملیدی · نیکولای میلیگولو · ولادیمیر پورتنوی · بوریس شاخلین · یوری تیتوف | ایتالیا (ITA) · جیووانی کارمینوچی · پاسکواله کارمینوچی · جانفرانکو مارتزولا · فرانکو منیچلی · اورلاندو پولموناری · آنجلو ویکاردی |
| حرکات زمینی        | نبویوکی آیهارا · ژاپن                                                                                    | یوری تیتوف · اتحاد شوروی                                                                                             | فرانکو منیچلی · ایتالیا |
| بارفیکس            | تاکاشی اونو · ژاپن                                                                                       | ماسائو تاکموتو · ژاپن                                                                                                | بوریس شاخلین · اتحاد شوروی |
| میله پارالل        | بوریس شاخلین · اتحاد شوروی                                                                               | جیووانی کارمینوچی · ایتالیا                                                                                          | تاکاشی اونو · ژاپن |
| خرک حلقه           | اوژن اکمان · فنلاند                                                                                      | مدال داده نشد | شوجی سورومی · ژاپن |
| خرک حلقه           | بوریس شاخلین · اتحاد شوروی                                                                               | مدال داده نشد | شوجی سورومی · ژاپن |
| دارحلقه            | آلبرت آزاریان · اتحاد شوروی                                                                              | بوریس شاخلین · اتحاد شوروی                                                                                           | تاکاشی اونو · ژاپن |
| دارحلقه            | آلبرت آزاریان · اتحاد شوروی                                                                              | بوریس شاخلین · اتحاد شوروی                                                                                           | ولیک کاپسازوف · بلغارستان |
| پرش از خرک         | بوریس شاخلین · اتحاد شوروی                                                                               | مدال داده نشد | ولادیمیر پورتنوی · اتحاد شوروی                                                                                                   |
| پرش از خرک         | تاکاشی اونو · ژاپن                                                                                       | مدال داده نشد | ولادیمیر پورتنوی · اتحاد شوروی                                                                                                   |

### زنان
| بازی‌ها             | طلا | نقره | برنز |
| انفرادی نمام اسباب | لاریسا لاتینینا · اتحاد شوروی | سوفیا موراتوا · اتحاد شوروی | پولینا آستاخوا · اتحاد شوروی                                                                                  |
| تیمی نمام اسباب    | اتحاد شوروی (URS) · پولینا آستاخوا · لیدیا ایوانووا · لاریسا لاتینینا · تامارا زاموتایلووا · سوفیا موراتوا · مارگاریتا نیکولائفا | چکسلواکی (TCH) · اوا بوساکووا · ویرا چاسلاوسکا · ماتیلدا ماتوشکووا-شینووا · هانا روژیچکووا · لودمیلا اشودووا · آدولفینا تکاچیکووا-تاچووا | رومانی (ROU) · آتانازیا یونسکو · سونیا یوان · النا لئوشتئانو · امیلیا واتاشویو · النا مارگاریت · اوتا پورچانو |
| چوب موازنه         | اوا بوساکووا · چکسلواکی | لاریسا لاتینینا · اتحاد شوروی | سوفیا موراتوا · اتحاد شوروی                                                                                   |
| حرکات زمینی        | لاریسا لاتینینا · اتحاد شوروی | پولینا آستاخوا · اتحاد شوروی | تامارا زاموتایلووا · اتحاد شوروی                                                                              |
| پارالل ناهم‌سطح     | پولینا آستاخوا · اتحاد شوروی | لاریسا لاتینینا · اتحاد شوروی | تامارا زاموتایلووا · اتحاد شوروی                                                                              |
| پرش از خرک         | مارگاریتا نیکولائفا · اتحاد شوروی                                                                                                | سوفیا موراتوا · اتحاد شوروی | لاریسا لاتینینا · اتحاد شوروی                                                                                 |

## جدول مدال‌ها
| رتبه | کشور              | طلا | نقره | برنز | مجموع |
| ۱    | اتحاد شوروی (URS) | ۱۰  | ۸    | ۸    | ۲۶    |
| ۲    | ژاپن (JPN)        | ۴   | ۲    | ۳    | ۹     |
| ۳    | چکسلواکی (TCH)    | ۱   | ۱    | ۰    | ۲     |
| ۴    | فنلاند (FIN)      | ۱   | ۰    | ۰    | ۱     |
| ۵    | ایتالیا (ITA)     | ۰   | ۱    | ۲    | ۳     |
| ۶    | بلغارستان (BUL)   | ۰   | ۰    | ۱    | ۱     |
| ۶    | رومانی (ROU)      | ۰   | ۰    | ۱    | ۱     |